# Jean Saubert
Jean Saubert (n. 1 mai 1942, Roseburg⁠(d), Oregon, SUA – d. 14 mai 2007, Bigfork⁠(d), Comitatul Flathead, Montana, SUA) a fost o schioare alpină ce a reprezentat Statele Unite ale Americii, medaliată olimpică. A participat la o ediție a Jocurilor Olimpice (1964) în care a câștigat o medalie de argint și o medalie de bronz.